# James Carr
James Carr (Coahoma (Estats Units) el 13 de juny del 1942- Memphis, 2001) fou un cantant de soul.
Nascut d'una família de religió baptista procedent de Mississipi, va començar cantant gospel a la seva ciutat natal, Memphis. A mitjans dels anys 60 va començar a gravar temes en la discogràfica local Goldmax. Un dels seus primers temes que van aconseguir entrar en les llistes d'èxits d'una forma moderada va ser "You've Got My Mind Messed Up" (1966), a la qual va seguir el major hit de la seva carrera "Dark End Of The Street". Va Continuar gravant en la mateixa discogràfica fins a 1969. Al llarg de la seva vida sofria un desordre bipolar, el que va afectar en molts moments de la seva carrera. Mai va assolir estar a l'altura de la popularitat de contemporanis seus com Otis Redding o Solomon Burke, però molts dels seus enregistraments són encara avui considerats com únics. Va morir en la seva casa de Memphis a causa del càncer que arrossegava el 2001.